# Tabarnia
Tabarnia es un concepto ideado para la creación de una nueva comunidad autónoma en Cataluña (España), uniendo varias comarcas de las provincias de Tarragona y Barcelona. Desarrollado por la organización Barcelona is not Catalonia (actual Plataforma por Tabarnia; también llamada Plataforma por la Autonomía de Barcelona), está considerado satírico por una gran parte de medios de comunicación. Sus promotores consideran que «la división administrativa actual no se corresponde con la realidad» y son partidarios de recuperar lo que han denominado como «la soberanía histórica del condado de Barcelona».
Según algunas versiones el origen de Tabarnia se remonta al año 2011, a partir del registro de un partido político en el Ministerio de Interior, pero según la organización Barcelona is not Catalonia el término fue ideado en 2013, afirmando que el supuesto registro de 2011 fue debido a un cambio de denominación realizado por el mencionado partido en 2018. En 2012, en el momento en que el proceso independentista en Cataluña se encontraba en su máximo apogeo, que es cuando se propone que, si finalmente se produjera la secesión, Tabarnia se anexaría a España, ya que, con el Valle de Arán, es el territorio donde el independentismo tiene menos apoyo. Algunos medios señalan que, más que una propuesta, se planteó como un reflejo satírico del independentismo catalán. Es en ese contexto, con el actor Albert Boadella como su presidente, cuando el concepto de Tabarnia alcanza su máxima popularidad.
La mayoría de medios de comunicación han considerado la propuesta una petición satírica o bien un intento de gerrymandering. Aunque los dirigentes de la organización han manifestado que «no es ninguna broma».
El nombre es un neologismo creado a partir de los nombres de Tarragona y Barcelona. El territorio, que se dividiría entre la Baja Tabarnia (área de influencia de Barcelona) y Alta Tabarnia (área de influencia de Tarragona), estaría formado por 10 comarcas. La propuesta de nueva comunidad autónoma integraría las comarcas de: Tarragonés, Bajo Campo, Bajo Panadés, Alto Panadés, Garraf, Bajo Llobregat, Barcelonés, Vallés Oriental, Vallés Occidental y El Maresme.

## Historia

### Origen del término

Plan regional catalán de 1995, usado como base para distintos planes de veguerías:
Ámbito metropolitano
Alto Pirineo y Arán
Tarragona
Comarcas centrales
Comarcas gerundenses
Poniente
Tierras del Ebro

Mapa de los condados catalanes a la muerte de Ramón Berenguer III. Año 1131. Los promotores de Tabarnia abogan por recuperar la soberanía histórica del condado de Barcelona, cuyos límites no coinciden exactamente con los de la comunidad autónoma sugerida.

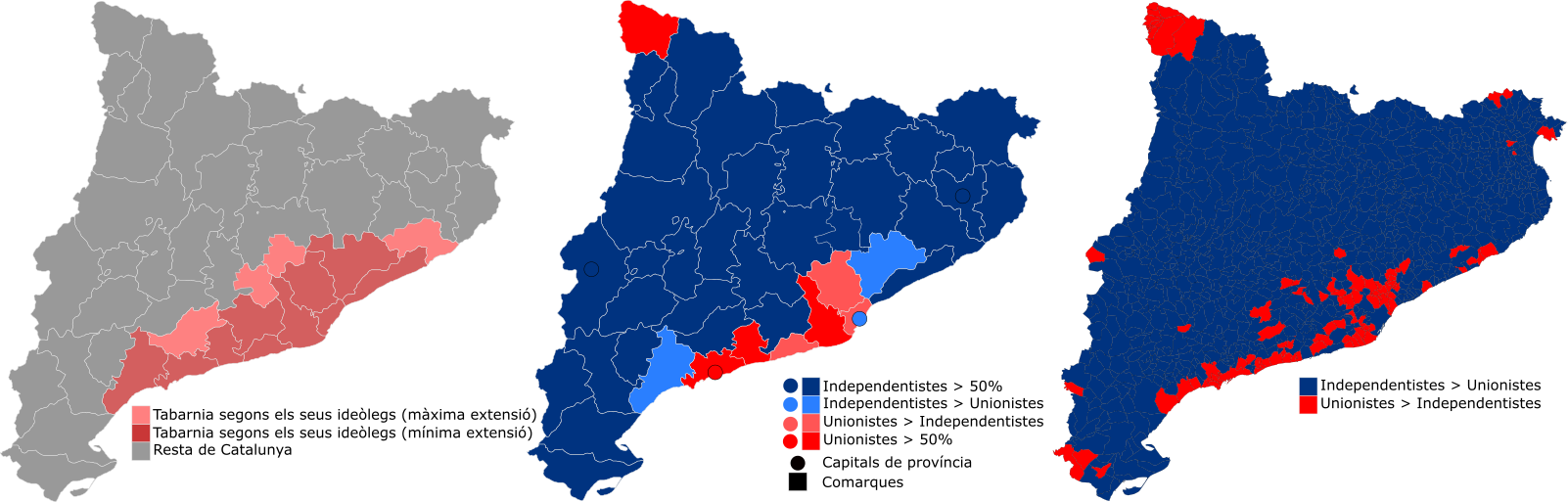
A la izquierda, extensión propuesta para Tabarnia comparada con los resultados electorales de 2017 (centro y derecha).

Los integrantes de la organización Barcelona is not Catalonia relatan que realizaron una asamblea constituyente el 24 de septiembre de 2012, en la que aprobaron los estatutos, el reglamento interno y la hoja de ruta hacia la autonomía política cuyo «objetivo final es lograr recuperar la antigua soberanía del condado de Barcelona y crear una nueva comunidad autónoma española».
Más tarde varias webs señalaron que el autor de la idea de Tabarnia había sido Daniel de la Fuente seis años atrás. De hecho, el término ya se encontraba en uso en las redes sociales en 2014. En 2015 era abiertamente utilizado para designar una entidad territorial que comprendería una franja costera que agruparía el área Metropolitana de Barcelona y la franja de terreno que le une con Tarragona, para mostrar el rechazo de la zona a la independencia de Cataluña, afirmando que: 

Cataluña se compone de dos zonas claramente diferenciadas desde el punto de vista económico, lingüístico, identitario, poblacional y social. Una parte independentista y otra, entre otras cosas, constitucionalista (Tabarnia).

## Movimiento
La idea de Tabarnia, surgida como una reacción al proceso separatista catalanista, ha sido desarrollada por los colaboradores de la web Barcelona is not Catalonia y reclaman la autonomía de varias comarcas de las afueras de Barcelona para desligarse así del movimiento separatista y constituirse como comunidad autónoma dentro de España. Argumentan que en estos territorios las candidaturas claramente contrarias al proceso separatista (principalmente Ciudadanos, PSC y PP) obtuvieron una mayoría de votos en las elecciones catalanas de 2017. También establecen argumentos de tipo fiscal, similares a los del movimiento independentista con respecto al resto de España.
El movimiento afirma que las comarcas pertenecientes a Tabarnia son cosmopolitas, orgullosamente bilingües, urbanitas, multiculturales e intensamente conectadas con el resto de España y Europa. En cambio, el resto de Cataluña sería mayoritariamente independentista, basado en una economía local, obsesionado con la identidad, xenófoba, monolingüe y hostil a la lengua española.
En diciembre de 2017, gracias a las redes sociales, la idea ha conseguido relevancia en los grandes medios de comunicación españoles y extranjeros, llegando a ser trending topic mundial el 27 de diciembre con 635 000 tuits. El movimiento comenzó una recogida de firmas en la plataforma change.org, que hasta el momento ha recogido más de 250 000 firmas. El mensaje que se anuncia en esa página dice que «Tabarnia es una región histórica que abarcaba lo que ahora es geográficamente Tarragona y Barcelona. En el pasado fue también conocido como condado de Barcelona».
Ante la repercusión recibida, la plataforma Barcelonia is not Catalonia nombró al periodista y activista Jaume Vives como portavoz oficial frente a los medios de comunicación y anunció la próxima convocatoria de una concentración en la plaza de San Jaime de Barcelona.

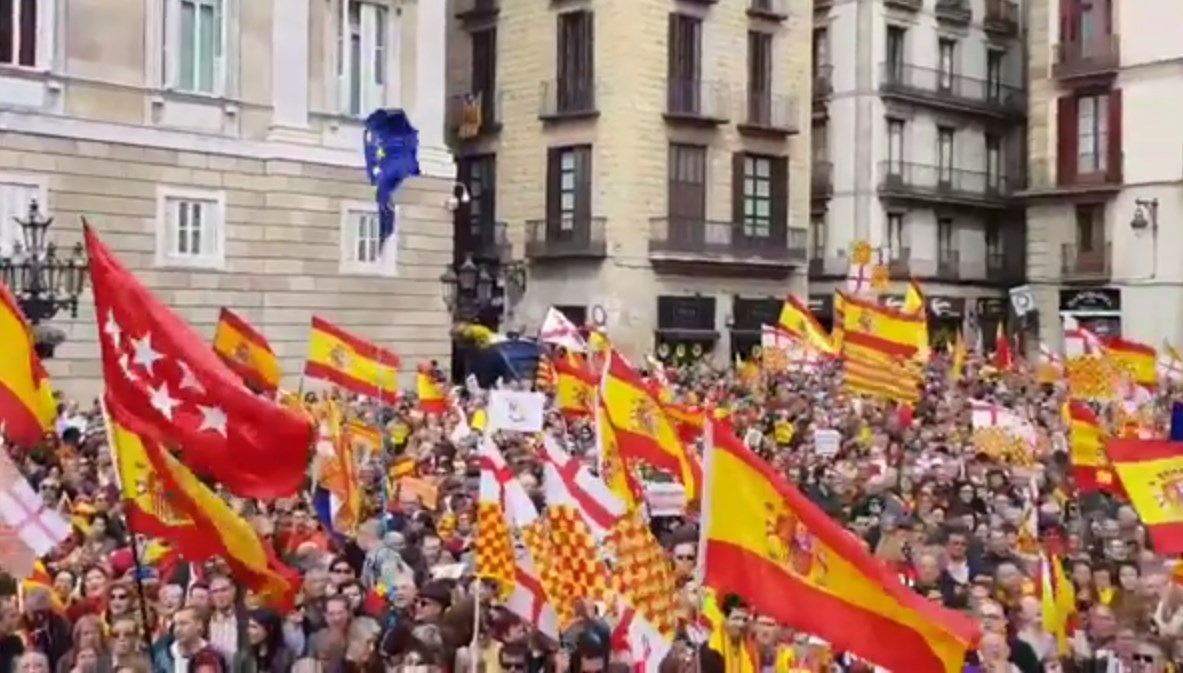
Manifestación del 4 de marzo de 2018 convocada por la Plataforma por Tabarnia.

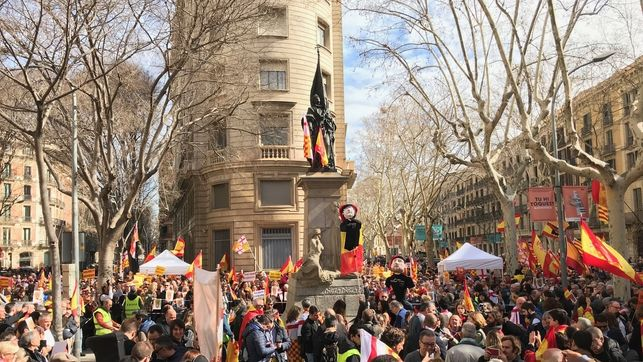
Ofrenda floral durante la protesta ante el Monumento a Rafael Casanova.

El 4 de marzo de 2018 se produjo la manifestación anunciada, que superó todas las previsiones. Contó con la asistencia de unas 15 000 personas, según la Guardia Urbana y 200 000 según la organización. El acto comenzó con una ofrenda floral en el Monumento a Rafael Casanova, lugar habitual de ofrendas independentistas en la diada del 11 de septiembre y símbolo del nacionalismo catalán, para reivindicar la figura de Casanova como patriota español; y terminó en la plaza de San Jaime, frente al Palacio de la Generalidad de Cataluña.
El 6 de julio de 2018, se presentó el carnet de identidad y se anunció su estatuto de autonomía,
 que fue presentado ante el Parlamento Europeo el 30 de agosto siguiente.

## Símbolos
La organización Barcelona is not Catalonia creó la bandera del territorio propuesto a partir de las banderas de Tarragona y Barcelona.

## Dirigentes
El 16 de enero de 2018, el movimiento Tabarnia se presentó oficialmente en sociedad invistiendo telemáticamente al actor y dramaturgo español Albert Boadella como presidente de Tabarnia en el exilio, con un discurso a modo de sátira. En este mismo contexto humorístico, se han incorporado al ejecutivo de Tabarnia en el exilio personalidades como el periodista deportivo Tomás Guasch en calidad de ministro de Deportes, o el empresario Xavier Gabriel como ministro de Hacienda.

## Gentilicio propuesto por la RAE
El 27 de diciembre de 2017, y ante las consultas recibidas por parte de los ciudadanos, la Real Academia Española informó, a través de su cuenta de Twitter, de que el gentilicio más adecuado para los habitantes de Tabarnia sería «tabarnés». La academia consideró asimismo que «tabarniense» o «tabarniano» también podrían ser admitidos.

## Composición
La composición por comarcas de la comunidad de Tabarnia, según la propuesta de sus defensores, sería la siguiente:
| Comarca           | Habitantes (2018) | Capital                 |
| ----------------- | ----------------- | ----------------------- |
| Tarragonés        | 250 795           | Tarragona               |
| Bajo Campo        | 188 657           | Reus                    |
| Bajo Panadés      | 100 366           | Vendrell                |
| Alto Panadés      | 106 438           | Villafranca del Panadés |
| Garraf            | 145 257           | Villanueva y Geltrú     |
| Bajo Llobregat    | 807 796           | San Feliú de Llobregat  |
| Barcelonés        | 2 226 828         | Barcelona               |
| Vallés Oriental   | 401 820           | Granollers              |
| Vallés Occidental | 908 026           | Tarrasa/Sabadell        |
| El Maresme        | 438 447           | Mataró                  |
| Total             | 5 574 430         |                         |

## Reacciones
Los partidos constitucionalistas no mostraron apoyo a la idea, pero sí la comentaron, haciendo referencia a que la propuesta de Tabarnia sirve para poner en contradicción las propuestas del independentismo. Inés Arrimadas, líder de Ciudadanos en Cataluña, comentó en Twitter:

«Lo de Tabarnia es una ocurrencia que pone al independentismo ante el espejo de sus propias contradicciones y de la fragilidad de sus argumentos. Es muy significativo lo nerviosos que se han puesto algunos».

Durante el XIX Congreso del Partido Popular, el entonces líder de la formación Pablo Casado afirmó en un discurso:

«Esa Tabarnia hipotética va a ser una Tabarnia de verdad. Recuperando los constitucionalistas Barcelona, recuperando Badalona, recuperando Castelldefels, manteniendo Tarragona, yendo a por Hospitalet. Para que la mancha de libertad y de igualdad llegue a todas partes. Para que se caiga el engaño nacionalista independentista».

Los partidos independentistas no se pronunciaron sobre el movimiento, excepto Gabriel Rufián, parlamentario de ERC, que dijo:

«Si Ciudadanos y FAES, que están detrás de Tabarnia, ganan las elecciones, el Govern no les encarcelará».

«Tabarnia una, grande y libre», en referencia al conocido lema de la España franquista.

O el adjunto al alcalde de la localidad de Berga, Francesc Ribera, que lo definió como:

el «intento etnicista de balcanización del conflicto entre Cataluña y España».

El comentarista político, Carles Castro, ha opinado que Tabarnia es un intento de:

«Manipulación de las circunscripciones electorales por parte de un grupo anticatalanista, dividiéndolas con el objeto de producir un efecto determinado sobre los resultados electorales».

Por otro lado, muy anecdóticamente como reacción a Tabarnia surgió por parte del sector independentista el concepto de Catabarnia, que sería el segmento de población de Tabarnia que sí se adscribiría al independentismo.
El 20 de enero de 2018, el humorista y actor catalán Toni Albà en el programa Preguntas frecuentes de TV3 hizo una sátira humorística de presentación —como la que hizo el 13 de enero del mismo año el dramaturgo Albert Boadella en la presentación de Tabarnia— contraria a la misma y en alusión a Boadella y sus defensores advirtió que:

«No hagáis caso de los disparates de aquellos que van disfrazados de ciudadanos del mundo y que intentan hacernos creer que nuestros hijos están adoctrinados y que odiamos a nuestros vecinos del rellano».

Además, posteriormente han surgido otras plataformas opuestas al secesionismo catalán que toman como modelo a Tabarnia, como Geronia, en la provincia catalana de Gerona, o Balearnia, en las Islas Baleares, o más concretamente Palmarnia, adscrito a la ciudad de Palma de Mallorca.